# زرنق (تبريز)
زرنق هي قرية في مقاطعة تبريز، إيران. عدد سكان هذه القرية هو 2,036 في سنة 2006.